# Prava LGBT osoba u Azerbajdžanu
Lezbijke, homoseksualne, biseksualne i transrodne osobe u Azerbajdžanu susreću se s mnogim pravnim i socijalnim problemima. Istospolna seksualna aktivnost u Azerbajdžanu legalna je od 1. rujna 2000. godine, iako je istospolni brak zabranjen. Ne postoji zakonska zaštita LGBT osoba od diskriminacije.
Međunarodna organizacija ILGA 2016. je godine proglasila Azerbajdžan najgorom državom za LGBT osobe u Europi, navodeći "skoro potpuni nedostatak pravne zaštite LGBT osoba". U rujnu 2017. godine uhićeno je najmanje 100 članova LGBT zajednice u glavnom gradu Bakuu. Izvješća navode da su uhićene osobe bile premlaćivane, ispitivane, ucjenjivane i nasilnim putem podvrgnute medicinskim pregledima.
LGBT osobe u Azerbajdžanu podvrgnute su visokim stopama nasilja, zlostavljanja i diskriminacije.

## Povijest
Nakon proglašenja neovisnosti od Ruskog Carstva 1918. godine, Azerbajdžanska Demokratska Republika nije imala zakone protiv homoseksualnosti. Ulaskom Azerbajdžana u Sovjetski Savez, počeli su vrijediti rijetko provođeni sovjetski zakoni koji kriminaliziraju seksualnu aktivnost između dva muškarca. Iako je Vladimir Lenjin dekriminalizirao homoseksualnost u Sovjetskoj Rusiji, seksualna aktivnost između muškaraca postala je kazneno djelo u Sovjetskom Azerbajdžanu 1923. godine. Propisana je kazna od 5 godina zatvora za muškarce koji svojevoljno ušli u seksualne odnose, a 8 godina zatvora za seksualne odnose koji su uključivali silu ili prijetnju.
Azerbajdžan je postao neovisan 1991. godine, a 2000. godine, uvođenjem novog kaznenog zakona, ukinut je zakon koji je kriminalizirao homoseksualnost. Ukidanje članka 121 bio je jedan od uvjeta za pristupanje Azerbajdžana Vijeću Europe.
Dob pristanka na seksualne odnose danas je jednaka i za heteroseksualne i homoseksualne odnose, a iznosi 16 godina.